# Macrolobium guianense
Macrolobium guianense är en ärtväxtart som först beskrevs av Jean Baptiste Christophe Fusée Aublet, och fick sitt nu gällande namn av August Adriaan Pulle. Macrolobium guianense ingår i släktet Macrolobium och familjen ärtväxter. Inga underarter finns listade i Catalogue of Life.